# Hexendorf Edit
Hexendorf Edit (Budapest, 1927. május 10. – Budapest, 2001. december 15.) magyar nyelvész, nyelvtörténész, művelődéstörténész.

## Élete
Érettségi után az Eötvös Loránd Tudományegyetem (ELTE) Bölcsészettudományi Karán folytatta tanulmányait, ahol 1950-ben magyar–latin–lélektan szakos középiskolai tanári oklevelet szerzett. Később (1957-ben) megszerezte a nyelvészeti tudományok kandidátusa tudományos fokozatot is.
Diplomázását követően a budapesti XVIII. kerület egyik általános iskolájában kezdett tanítani, majd egy év után visszatért az egyetemre, ahol a Magyar Nyelvészeti Tanszéken kapott gyakornoki, kevéssel utóbb tanársegédi kinevezést. 1956 augusztusától a tanszék egyetemi adjunktusaként dolgozott tovább, 1959-ben pedig négy évre az ELTE Egyetemi Könyvtára munkatársa lett.
Az előbbiekkel párhuzamosan 1952-1955 között Pais Dezső aspiránsa, majd 1955-től az MTA Nyelvtudományi Intézetének tudományos segédmunkatársa, később tudományos munkatársa és főmunkatársa is lett, utóbbi beosztását 1963–1993 között kerek három évtizeden át viselte.
Kutatóként főleg a középkori magyar szövegemlékek szótani és mondattani kutatásával, művelődéstörténeti kérdéseivel foglalkozott. Elsők között vizsgálta a szellemi műveltségre vonatkozó magyar nyelvi kifejezéskészlet kialakulását. Részt vett A magyar nyelv történeti-etimológiai szótára és a Helyesírási Tanácsadó Szótár készítésében, majd az MTA Nyelvtudományi Intézetében az Akadémiai Nagyszótár munkálatainak vezetésével bízták meg.

## Elismerései
- Akadémiai Jutalom (1952)
- Akadémiai Díj (1978 és 1996).
- Munka Érdemrend ezüst fokozata (1987)

## Főbb művei
- Kérdő-felkiáltó fordulat az Ómagyar Máriasiralomban? (Magyar Nyelv, 1949)
- Az eszközök és a velük végzett műveletek elnevezésének kérdéséhez. (Magyar Nyelv, 1952)
- A hallgató szempontjának érvényesülése a beszédben. (Magyar Nyelv, 1953)
- A nyomatékosítás és tagadás mondatbeli összeszövődésének kérdéséhez. (MTA Nyelv- és Irodalomtudományi Osztálya Közleményei, 1954)
- A Bibliának, változatainak és részleteinek elnevezései középkori nyelvemlékeinkben. (Emlékkönyv Pais Dezső hetvenedik születésnapjára. Szerk. Bárczi Géza, Benkő Loránd. Bp., 1956)
- A mar ige családja. 1–2. (Magyar Nyelv, 1956)
- A kis és nagy kezdőbetűk. Az írásjelek. (Helyesírásunk időszerű kérdései. Bp., 1956–1962)
- A szellemi műveltségre vonatkozó magyar nyelvi kifejezéskészlet kialakulásának kezdetei. Kandidátusi értekezés (Bp., 1956)
- Szótanulmányok a szellemi élet középkori magyar kifejezésanyagának köréből. (Nyelvtudományi értekezések. 15. Bp., 1958)
- A budapesti tudományegyetem a Tanácsköztársaság idején. Adatgyűjtemény. Többekkel. (Bibliográfiák az egyetemi oktatás számára. 12. Bp., 1959)
- Névtudományi vizsgálatok. – A magyar nyelv irodalmi vizsgálata 1945 és 1959 között. (Magyar Nyelvőr, 1960)
- Helyesírási tanácsadó szótár. Többekkel. (Bp., 1961.; 2. kiadás: 1964; 7. kiadás: 1977.; 9. kiadás: 1983)
- A készülő magyar etimológiai szótár. (Magyar Tudomány, 1962)
- A nőket jelölő névformák használatának kérdéséhez. – A ‘lelkiismeret’ magyar nyelvű kifejezéseinek kérdéséhez. (Magyar Nyelvőr, 1963)
- A könyv szó élete középkori nyelvemlékeinkben. (Szótörténeti és szófejtő tanulmányok. Szerk. Benkő Loránd, Pais Dezső. Bp., 1963)
- Gondolatok Pais Dezső születésnapján. – Egy évtized nyelvünk normatív jellegű változatainak vizsgálatában. 1960–1969. 1–2. (Magyar Nyelv, 1971)
- A szótörténeti tanulságok általánosításának lehetőségeiről és korlátairól. (Az etimológia elmélete és módszerei. Az 1974. aug. 22–24. között rendezett nemzetközi konferencia előadásai. Szerk. Benkő Loránd, K. Sal Éva. Bp., 1976)
- A pörköl ige történeti és nyelvjárási képéhez. – A pápaszemmel kapcsolatos képértelmezésekhez. (Magyar Nyelv, 1980)
- A régebbi, régibb típusú alakpárokról. (A magyar nyelv grammatikája. A Magyar Nyelvészek III. Nemzetközi Kongresszusának előadásai. Szerk. Imre Samu, Szathmári István és Szűts László. Bp., 1980)
- A Nagyszótár műhelyvitájához. (Magyar Nyelv, 1997)
- A hagyományos stílusértékek védelmében. (Emlékkönyv B. Lőrinczy Éva hetvenedik születésnapjára. Szerk. Bp., 1997)
- „Valahol minden emberi lényben van valami örökkévaló.” Mensáros László élete és pályafutása. 1926–1993. Sajtó alá rendezte, szerkesztette, P. Török Annával. (A Mensáros László Alapítvány kiadványa. Bp., 2001).